# Pakali
Pakali (nepalski: पकली) – gaun wikas samiti we wschodniej części Nepalu w strefie Kośi w dystrykcie Sunsari. Według nepalskiego spisu powszechnego z 2001 roku liczył on 1841 gospodarstw domowych i 9500 mieszkańców (4846 kobiet i 4654 mężczyzn).